# Makida Moka
Makida Moka es una actriz y modelo nigeriana nacida en Egipto. Interpretó a Monye en la serie de televisión Gidi Up del 2014 y a una víctima de violación en la película dramática Code of Silence de 2015 de la directora Emem Isong.

## Biografía
Moka nació en El Cairo, Egipto, de padres nigerianos. Realizó su educación primaria y secundaria en Lagos y luego se matriculó en la Universidad de Benín. A pesar de no ser alta, empezó en el modelaje al ganar la competencia inaugural "Face of Sleek Nigeria" en 2009. Ha recibido atención en los medios de comunicación africanos por su sentido de la moda. Como modelo, es embajadora de marca de Frankie and Co.

## Carrera
En 2015, interpretó a una víctima de violación en Code of Silence, abusada por un político local y su asistente. Mencionó que la experiencia fue tan "intensa" que la traumatizó hasta el punto de que a menudo lloraba después de que se cortaban las escenas. En 2016, su protagónico en Taste of Love, una telenova africana que se muestra semanalmente en Africa Magic, Silverbird Television y Televisión Independiente de África le valió una nominación a "mejor actriz principal" en los Premios al mérito de las emisoras nigerianas de 2016.
En 2017, interpretó a "Melanie" en la serie de comedia criminal Inspector K. La serie recibió críticas que iban de mixtas a negativas, y Pulse la calificó de "poco divertida", "estresante de ver" y "decepcionante". También criticó la actuación, producción, diálogo y trama. Obtuvo una calificación del 50% de True Nollywood Stories, quienes reconocieron la cinematografía y la banda sonora como impresionantes. Culture Custodian tituló la reseña "El inspector K rinde homenaje a las redes sociales pero aún así se desmorona", y Xplore Nollywood describió el episodio final como sorprendente. También actuó como Indian Ninja en la comedia romántica sobrenatural, Banana Island Ghost.

## Filmografía
- Banana Island Ghost (2017)[17][18]
- Code of silence (2015)
- Gidi Up (con OC Ukeje )
- Taste of Love (con Blossom Chukwujekwu )[19][20][21]
- Inspector K [22][23]